# Автомат кутів атаки та сигналізації перевантажень

Поведінка літака з T-подібним опором в горизонтальному польоті при звалюванні

Автомат кутів атаки та сигналізації перевантажень (АКАСП) — елемент пілотажно-навігаційного комплексу в літаку, призначений для контролю поточного кута атаки та попередження екіпажу у разі виходу на близький до критичного або критичний кут атаки. Небезпека перевищення допустимого значення кута атаки полягає в можливому зриві потоку і наступному звалюванні літака в штопор.
Принцип дії АКАСП заснований на постійному вимірі поточного кута атаки, місцевого критичного і перевантаження вбудованими датчиками і їх порівнянні з гранично допустимими на даному типі літака. У разі виходу на критичний рівень спрацьовує звукова сигналізація і спалахує світлове табло.
Існує кілька варіантів виконання системи, принципово вони не мають великих відмінностей. Конструктивно складається з датчика кута атаки (ДКА , флюгера на боці Л. А.), датчика критичних кутів (ДКК), датчика поздовжнього перевантаження (ДП) і двохстрілкового покажчика КАП на приладовій дошці в кабіні літака. Сигнали, що надходять з датчиків, посилюються і перетворюються на механічні переміщення двох стрілок (поздовжнє перевантаження та поточний кут атаки) і рухомого сектора покажчика, який закриває частину шкали. При виході літака на критичний режим на покажчику КАП стрілка поточних кутів атаки наближається до обрізу червоного сектора критичних кутів атаки або стрілка перевантажень до граничної величиною і видається застережливий сигнал — загоряється червона лампа на покажчику і лунає звуковий сигнал. Зазвичай сигналізація АКАСП дублюється. У разі спрацювання сигналізації АУАСП слід негайно віддати штурвальну колонку від себе і збільшити режим роботи двигунів.
Збій у роботі системи АКАСП може призвести до катастрофи. Так у 2008 році на рейсі XL Airways 888T блокування датчиків системи призвело до збою в роботі. Пілоти проводивши тест АКАСП повністю покладалися на неї, але в результаті через блокування датчиків автопілот, який отримував неправдиві дані своєчасно не виправив ситуацію і літак вийшовши на закритичні кути атаки, втратив швидкість і впав у воду біля узбережжя Франції. 2 членів екіпажу і 5 пасажирів загинули. Пізніше розслідування покаже, що датчики відмовили під час неправильного технічного обслуговування в результаті якого до них потрапила вода, яка в польоті перетворилася в лід, таким чином заблокувавши їх.